# 博亞尼奇
50°29′26″N 24°10′19″E / 50.49056°N 24.17194°E
博亞尼奇（烏克蘭語：Бояничі），是烏克蘭西部的村莊，隸屬利維夫州的舍普季茨基區。該村面積1.07平方公里，海拔高度206米，2001年人口433，人口密度每平方公里404.67人。